# Dicranoptycha acanthophallus
Dicranoptycha acanthophallus är en tvåvingeart som beskrevs av Alexander 1940. Dicranoptycha acanthophallus ingår i släktet Dicranoptycha och familjen småharkrankar. Inga underarter finns listade i Catalogue of Life.